# Frankenthaler Beigut
Das Frankenthaler Beigut ist ein zur sächsischen Gemeinde Frankenthal gehörender Wohnplatz.

## Lage
Das Beigut liegt ca. einen Kilometer abseits des Hauptortes an den Bächen Gruna und Ramnitz und berührt die Fluren von Goldbach sowie Rammenau, ohne zu diesen Dörfern direkte Straßenverbindung zu besitzen. Es ist mit seinen locker angeordneten Gebäuden in Acker- und Wiesenland eingebettet. Östlich wird es von Wald flankiert, zum einen von Voigts Busch und zum anderen vom Hofebusch, einem Teil des bis Bischofswerda reichenden Grunawalds.

## Geschichte

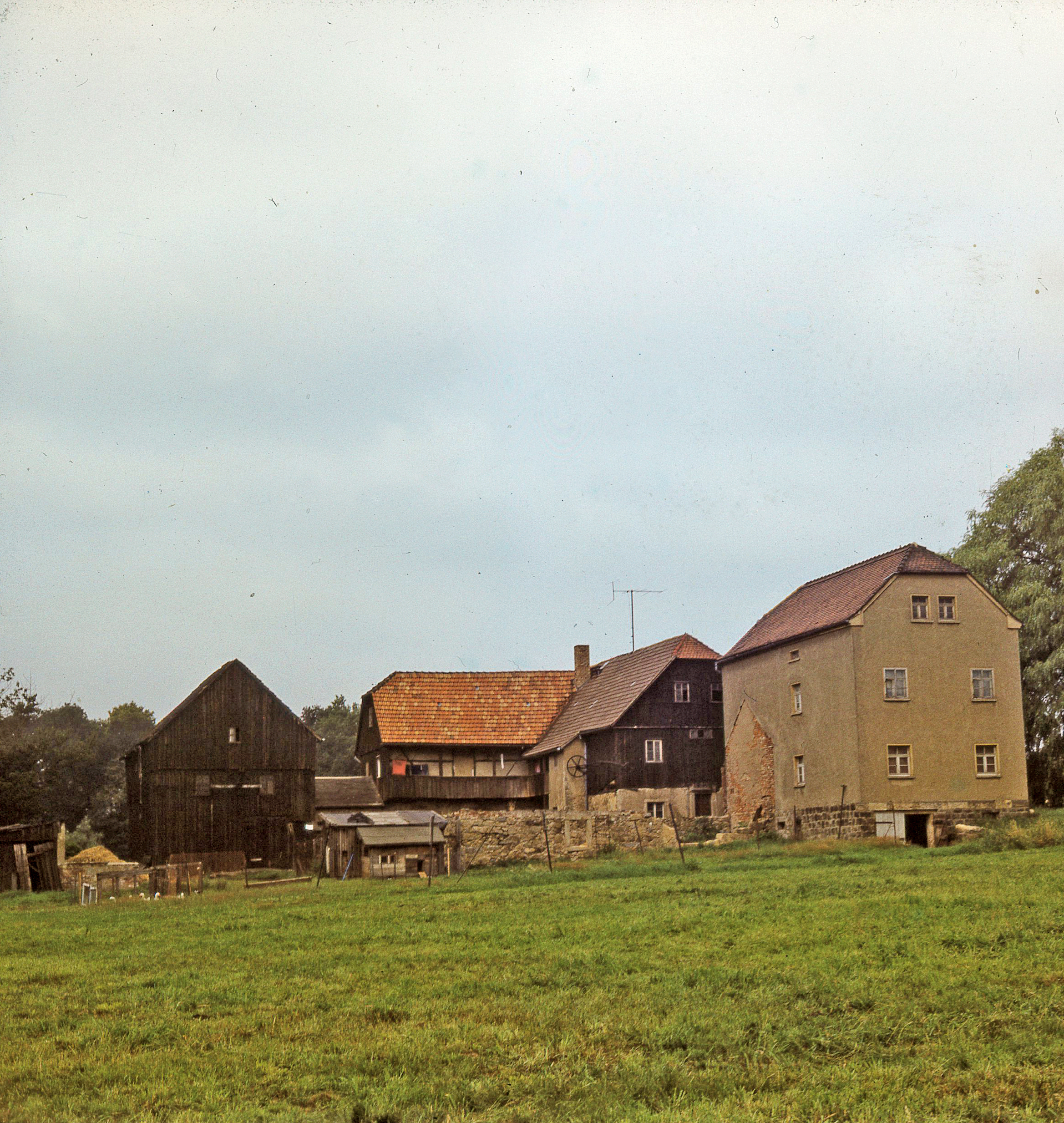
Die Beigutmühle im Jahr 1983 (Rückseite), ursprünglich auch Gutsverwalterhaus

Das Beigut, das sich unmittelbar an der ehemaligen oberlausitzisch-meißnischen Grenze befindet, entstand als Dorfausbau kurz nach 1800 auf einem Vorwerk und den umliegenden Weideflächen des damals der Familie von Hartmann gehörenden Ritterguts. Anfänglich umfasste der Ortsteil neben einer Wassermühle 14 Anwesen von Häuslern, die ihren Lebensunterhalt als Band- und Leineweber und mit landwirtschaftlicher Tätigkeit verdienten. Nachdem die Heimweberei um 1880 zum Erliegen kam, siedelten sich, manchmal nur für kurze Zeit, auch Handwerker an. Über die Jahre hin waren das ein Zimmermann, zwei Stellmacher und Böttcher, zwei Kristallschleifer und ein Schuhmacher. 1967 stellte die Beigutmühle den Mahlbetrieb ein, sie wurde jedoch noch bis 1978 durch die örtliche LPG anderweitig genutzt.
Die Einwohnerzahl des Frankenthaler Beiguts lag im 20. Jahrhundert immer zwischen 80 und reichlich 90, seit vielen Jahren nimmt sie kontinuierlich ab.